# Mayant Faty
Mayant Faty, née vers 1961, est une militante syndicale sénégalaise, anciennement salariée d'Arcade, un sous-traitant d'Accor spécialisé dans le nettoyage et chef de file de la grève des femmes de chambres des hôtels ibis.

## Biographie
Née au Sénégal, Faty grandit en Casamance et se marie à l'âge de 18 ans avec son cousin puis elle arrive en France en 1981 alors qu'elle à 21 ans pour rejoindre son mari, agent de nettoyage anti-graffiti à la SNCF. Elle donne naissance à sa première fille en 1982; elle aura par la suite 3 autres filles en 1983, 1990 et 1993. 

## Action syndicale
Elle devient salariée d'Arcade en 1989. En 1992, elle rejoint la lutte des « Maliens de Vincennes » mal-logés. Elle se syndique à la fin des années 1990 et Sud lui propose de devenir déléguée au comité d'entreprise d'Arcade : elle est élue en février 2001. Elle fait alors la tournée des hôtels du groupe et déclenche une grève, peu suivie, pour dénoncer les inégalités de traitements entre sous-traitants et salariés d'Accord, ainsi que la pénibilité des conditions de travail les cadences infernales et les heures supplémentaires non payées. À l'automne 2002, le mouvement gagne en ampleur : des salariés du McDonald's de Strasbourg-Saint-Denis les rejoignent et ils bloquent ensemble l'accès à des restaurants. Cela aboutit à une charte adoptée par Accor le 3 décembre 2002, prévoyant la réintégration des salariées grévistes licenciées, la fin des poursuites judiciaires, une indemnité, ainsi que l'augmentation des heures travaillées sur les contrats afin de mieux correspondre aux charges de travail réelles,. Ces conditions sont acceptées par les grévistes le 24 février 2003. 
L'accord tarde à être appliqué et Faty reprend la lutte et finit par être licenciée le 11 mai 2004 pour « dépassement des heures de délégation syndicale ». Au bout de 18 mois de mobilisation, elle n'est pas réintégrée, Arcade lui proposant seulement une transaction financière.
La mobilisation des femmes de chambre des  hôtels ibis prendra fin quant à elle en 2021.